# Rollo de justicia (Villademor de la Vega)
El rollo de justicia de Villademor de la Vega es una columna de piedra erigida en el siglo xvii considerada un Bien de Interés Cultural de declaración genérica. El monumento situado en Villademor de la Vega es uno de los pocos rollos de justicia que se han conservado en la provincia de León, en España.
El rollo de justicia ocupa la posición central de la plaza mayor de la villa. La columna está formada por un fuste de piedra arenisca con éntasis y un capitel corintio sobre el que se sitúa la figura de un león rampante. El graderío sobre el que se asienta la basa de la columna es cuadrangular, tiene tres escalones y es de factura moderna, construido a principios de la década de 1980 para sustituir a la deteriorada pieza original.

En el escudo de Villademor de la Vega figura un rollo de oro en un campo de sínople.

Su origen se remonta a la venta de jurisdicciones y oficios llevada a cabo por el rey Felipe IV con el beneplácito de las Cortes en 1656 para recaudar dinero para las guerras europeas en las que se encontraba envuelta la Corona. En 1658 el concejo y vecinos de Villademor de la Vega solicitaron ser eximidos de la jurisdicción de Valencia de Don Juan sin perjuicio de las regalías y derechos del conde y la adquisición de jurisdicción propia, civil y criminal y el título de villa, motivando la petición las desavenencias y el malestar que tenían con los jueces coyantinos. En 1659 se ejecutó la real cédula que concedía a Villademor de la Vega el villazgo, tras el pago de 1000 ducados a la Hacienda Real. En los años posteriores se erigió el rollo de justicia.
El rollo de justicia es conocido popularmente por los habitantes de Villademor de la Vega como «la Mona» y forma parte del escudo municipal.